# Markku Kivinen

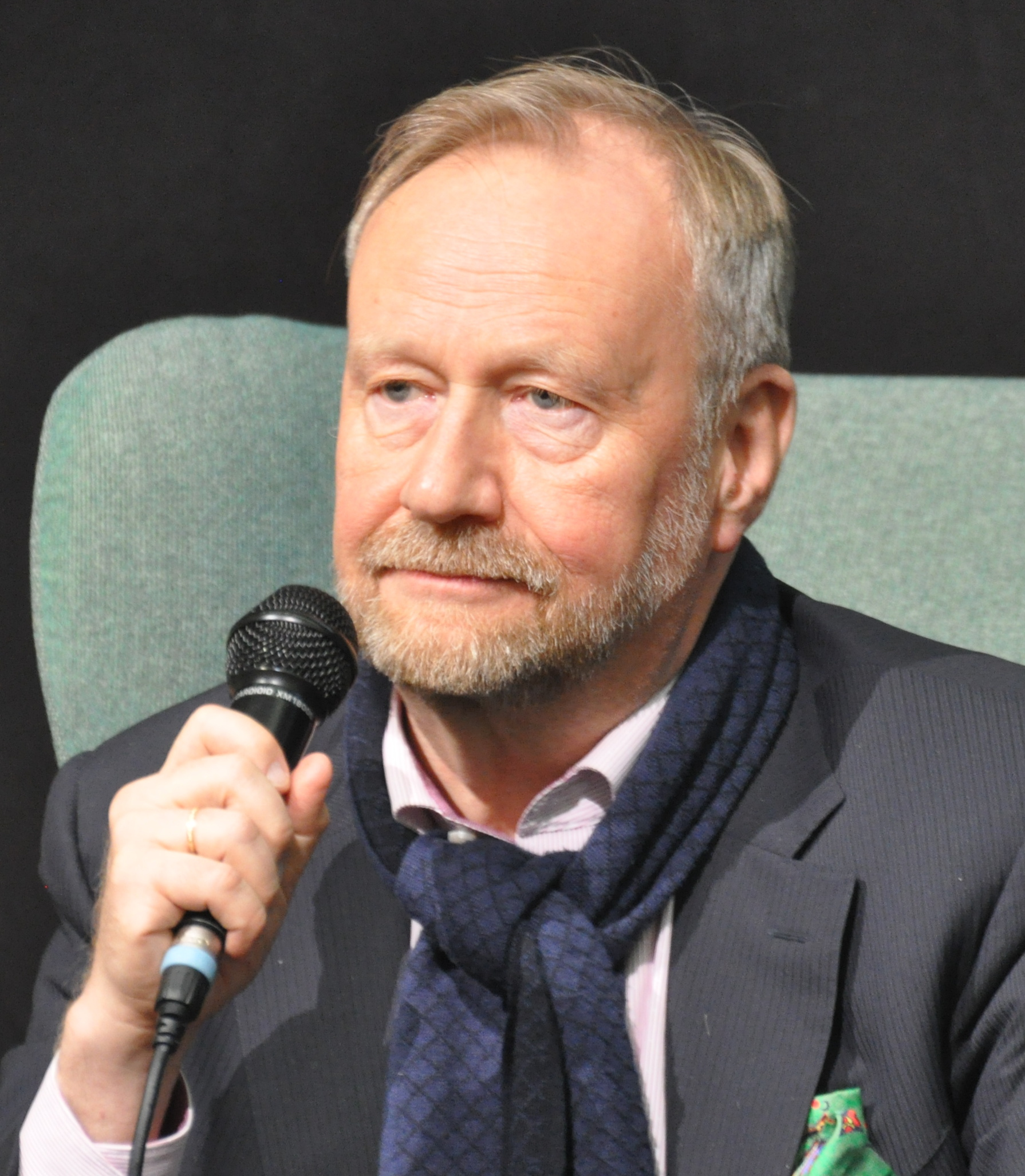
Markku Kivinen

Markku Kivinen (* 5. Juni 1951 in Helsinki) ist ein finnischer Soziologe.       

## Leben
Markku Kivinen ist ein Sohn des finnischen Politikers Sulo Kivinen, sein Bruder Mikko Kivinen arbeitet als Schauspieler. 
Kivinen studierte Philosophie und Soziologe an der Universität Helsinki. 1990 wurde er promoviert. Er ist Hochschullehrer an der Universität Helsinki und seit 1996 Leiter des Aleksanteri Instituts, an dem in Finnland die Russland- und Osteuropa-Forschung betrieben wird. 2001 hatte er eine Gastprofessur an der Universität Michigan. Das von ihm geleitete Projekt zur Erforschung des Modernisierungsprozesses Russlands (Venäjän modernisaation valinnat) erhielt von der Akademie von Finnland den Status eines Exzellenzzentrums. Kivinen hat über 300 Veröffentlichungen. Seine soziologischen Forschungsschwerpunkte liegen bei Macht, Soziale Klassen und kulturellen Strukturen.  
Kivinen wurde 2009 mit dem Finnischen Orden der Weißen Rose ausgezeichnet.
In seinem 2009 erschienenen Debütroman Betongötter (Betonijumalia, deutsch 2014 im Secession Verlag für Literatur) begab sich der Autor in die in den 50er und 60er Jahren als vorbildhaft geplante Betonsiedlung Tapiola der finnischen Stadt Espoo.

## Schriften
- Perestroika and Left-Wing Fundamentalism – Model Variables of Previous Russian Modernisation. New interpretations Russian history. Contemporary History Foundation. Moscow 2011
- Betonijumalia. TEOS. 2009
  - Betongötter. Zürich : Secession Verlag für Literatur, 2014
- Progress and Chaos. Russia as a Challenge for Sociological Imagination. Kikimora Publications. Helsinki 2002
- mit Katri Pynnönniemi (Hrsg.): Beyond the Garden Ring. Dimensions of Russian Regionalism. Kikimora Publications. Helsinki 2002
- (Hrsg.): The Kalamari Union. Middle Class in East and West. Ashgate. Aldershot 1998
- mit: Raimo Blom & Harri Melin & Liisa Rantalaiho: The Scope Logic Approach to Class Analysis. Avebury. Aldershot 1992
- The New Middle Classes and the Labour Process. Class Criteria Revisited. Helsingin yliopisto 1989 Dissertation.
- Parempien piirien ihmisiä. Näkökulma uusiin keskiluokkiin. Tutkijaliiton julkaisusarja 46. Jyväskylä 1987
- mit Jukka Gronow, Elina Haavio-Mannila, Markku Lonkila, Anna Rotkirch: Cultural Inertia and Social Change in Russia. University of Helsinki. 1987
- Luokkaprojekti: Suomalaiset luokkakuvassa. Vastapaino, Jyväskylä 1984